# علی‌قلی لقمان‌ادهم
علی‌قلی لقمان‌ادهم (١٢٩٨-١٣۵۴) سیاست‌مدار ایرانی بود، که در دوره بیست و سوم به‌عنوان نماینده ورزقان در مجلس شورای ملی حضور داشت.

## زندگی‌نامه
علی‌قلی لقمان‌ادهم، فرزند محمدحسین لقمان‌ادهم به سال ١٢٩٨ در تهران متولد شد. او مدیر عامل سازمان حمایت از کودکان بود که در خلال بازرسی عملکردش از سوی سازمان بازرسی شاهنشاهی، سکته کرد. او در دوره بیست و سوم به عنوان نماینده در مجلس شورای ملی حضور داشت. 
او مدتی سفیر ایران در سوئیس بود و ریاست تشریفات دربار را بر عهده داشت.